# اریک داوسون
اریک داوسون (انگلیسی: Eric Dawson؛ زادهٔ ۷ ژوئیهٔ ۱۹۸۴) بازیکن بسکتبال اهل ایالات متحده آمریکا است.
از باشگاه‌هایی که در آن بازی کرده‌است می‌توان به آستین توروس، باشگاه ورزشی دفنسور، و سن آنتونیو اسپرز اشاره کرد.